# Црква Светог Јована Крститеља у Доњој Марићкој
Црква Светога Јована Крститеља налази се у селу Доња Марићка, насељу удаљеном 20 километара од Приједора, у Републици Српској, БиХ.